# Atractodenchelys phrix
Atractodenchelys phrix is een straalvinnige vissensoort uit de familie van kuilalen (Synaphobranchidae). De wetenschappelijke naam van de soort is voor het eerst geldig gepubliceerd in 1970 door Robins & Robins.